# Richard Nguema
Richard Nguema   (Madrid, 7 de febrer de 1988) Richard Nguema Balboa és un jugador de bàsquet hispano-guineà, que juga en la posició de base. Començà la seva carrera al Real Madrid de Bàsquet, pertanyent al club des de la categoria de cadet. Posteriorment, va ser traspassat per dues temporades al Club Baloncesto Estudiantes.
Mesura 1,92 i durant la seva etapa al Reial Madrid va jugar ocasionalment amb el primer equip, amb motiu de les lesions dels bases principals: Kerem Tunçeri i Raül López o per baixa d'algun altre company. Al costat de Jan Martín, Richard va ser dels juvenils més demanats per Joan Plaça per jugar a l'ACB.
La temporada 2008/09 va ser traspassat al Mmt Estudiantes, on va jugar a l'equip B de la lliga EBA encara que va començar la pretemporada també amb l'equip ACB.
Va debutar amb les categories inferiors de la selecció espanyola, però finalment va decidir jugar amb Guinea Equatorial.
És cosí de l'exjugador del Real Madrid de Futbol, Javier Ángel Balboa.